# Max Dvořák

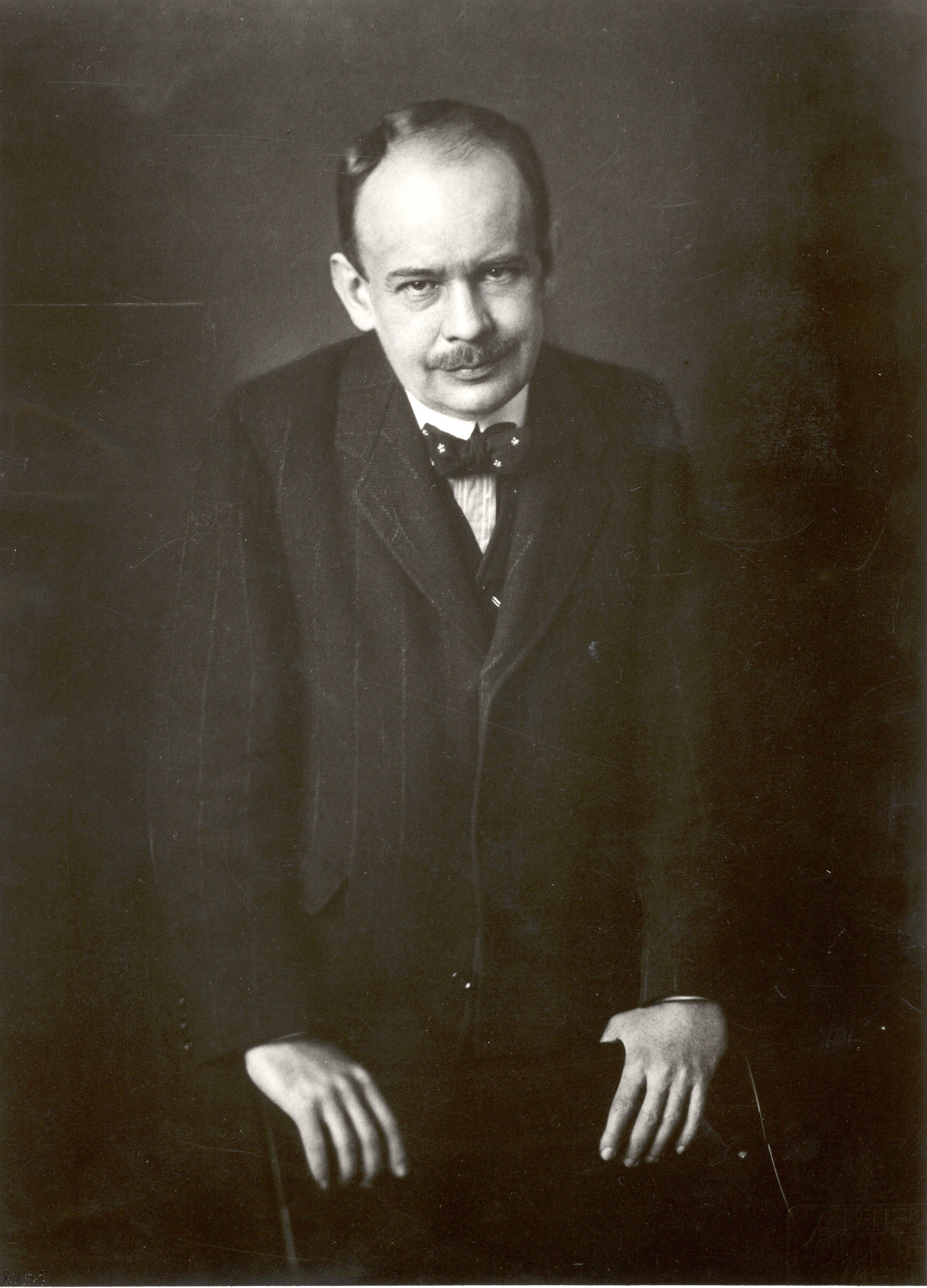
Max Dvořák

Max Dvořák (* 24. Juni 1874 in Raudnitz (Roudnice nad Labem), Österreich-Ungarn; † 8. Februar 1921 in Grusbach (Hrušovany nad Jevišovkou), Tschechoslowakei) war ein österreichischer Kunsthistoriker und Denkmalpfleger.

## Leben und Wirken
Der Sohn des gleichnamigen fürstlich Lobkowitzschen Schlossarchivars (1843–1909) wuchs auf dem alten böhmischen Adelsschloss Raudnitz heran und verfasste seine ersten wissenschaftlichen und dichterischen Versuche in tschechischer Sprache. Dvořák studierte an den Universitäten Prag und Wien und promovierte mit einer Arbeit über die Urkundenfälschungen des Reichskanzlers Kaspar Schlick. Neben seiner historischen Dissertation entstand bereits eine kunsthistorische Arbeit über den byzantinischen Einfluss auf die Miniaturmalerei des Trecento. Auch Dvořáks Habilitationsschrift befasste sich mit Miniaturmalerei, nämlich jener des Johannes von Neumarkt. In einer Zeit, in der nationalistischer Überschwang bei den Vertretern der Kunstgeschichte nicht selten war (siehe etwa das Wirken Georg Dehios), legte Dvořák in seinen Forschungen das Hauptgewicht auf übernationale Fragestellungen und Probleme.
Max Dvořák, ab 1909 Ordinarius für Kunstgeschichte an der Universität Wien, ist einer der Hauptvertreter der Wiener Schule der Kunstgeschichte und prägte mit seiner bedeutendsten Publikation den Begriff der Kunstgeschichte als Geistesgeschichte. 1905 bis 1910 war er als Nachfolger seines Lehrers Alois Riegl zudem Generalkonservator der k. k. Central-Commission für die Erforschung und Erhaltung der Kunst- und historischen Denkmale, dem heutigen Bundesdenkmalamt. 1916 veröffentlichte er sein Standardwerk Katechismus der Denkmalpflege, in dem er mit einfachen Worten das Verständnis breiter Bevölkerungskreise für die Anliegen des Denkmalschutzes zu wecken vermochte.
Als Dvořák 1920 der Ruf erreichte, die Lehrkanzel für Kunstgeschichte an der neu gegründeten Universität Köln zu übernehmen, entschied er sich letztlich zugunsten von Wien.
Dvořák verstarb während eines Aufenthaltes bei seinem Freund Karl Graf Khuen von Belasi (1879–1963) auf dessen Schloss Emmahof (Emin zámek) in Südmähren an einem Schlaganfall. Noch kurz vor seinem Tod schrieb er für ein von Bohuslav Kokoschka herausgegebenes Buch über dessen Bruder Oskar Kokoschka das Vorwort. Er hinterließ eine Witwe und zwei unmündige Kinder. Dvořák wurde auf dem Friedhof zu Grusbach in einem Ehrengrab bestattet. 1924 benannte man die Dvorakgasse in Wien-Hietzing ihm zu Ehren.

## Schriften (Auswahl)
- Katechismus der Denkmalpflege (1916) (2. Auflage 1918)
- Idealismus und Naturalismus in der gotischen Skulptur und Malerei (1918)
- Das Rätsel der Kunst der Brüder van Eyck (1904)
- Kunstgeschichte als Geistesgeschichte, München (1924)
- Geschichte der italienischen Kunst im Zeitalter der Renaissance, 2 Bde. (1927–1928)
- Gesammelte Aufsätze (1929)